# Tutturynka
Tutturynka – program telewizyjny dla dzieci, który nadawany był w latach 1996-1997 w Wieczorynce na antenie TVP1. Kołysankę – piosenkę końcową do programu pt. Pani Noc śpiewała Ewa Bem.
Bohaterami programu dla dzieci byli Aligator (grany przez Mirosława Siedlera) i jego asystentka Basia, którzy opowiadali najmłodszym widzom bajki, a także wyjaśniali zagadki.

## Twórcy
- Reżyseria: Marek Skak
- Scenariusz: Iza Klebańska
- Aktorzy: Mirosław Siedler, Barbara Selnica